# 巴勒斯坦外交及僑務部
巴勒斯坦外交及僑務部是巴勒斯坦國負責對外關係的政府部門。
2006年6月，哈馬斯劫持一名以色列軍人，並於加沙走廊南部向以色列發射火箭進行恐怖襲擊。為阻止哈馬斯繼續襲擊，以色列展開軍事反擊。戰火兩度波及巴勒斯坦自治政府外交部設於加沙城的辦公樓，造成建築受損。

## 外部連結
- Ministry of Foreign Affairs and Expatriates State of Palestine （页面存档备份，存于）